# Maranta coriacea
Maranta coriacea är en strimbladsväxtart som beskrevs av S.Vieira och V.C.Souza. Maranta coriacea ingår i släktet Maranta och familjen strimbladsväxter. Inga underarter finns listade.